# Podbrodzie
Podbrodzie (lit. Pabradė) – miasto na Litwie, w Auksztocie, nad Żejmianą, u ujścia Dubinki, 38 km na południowy zachód od Święcian, stacja kolejowa na linii Wilno–Dyneburg dawnej Kolei Warszawsko-Petersburskiej.
Położone w okręgu wileńskim, w rejonie święciańskim, do 1945 w Polsce, w województwie wileńskim, w powiecie święciańskim.
Miasto jest ośrodkiem kultury polskiej na Litwie, znajduje się tutaj polska szkoła średnia.

## Historia
Pierwsze wzmianki o Podbrodziu pochodzą z końca XV wieku. W tym czasie była to tylko mała wieś, w której do 1928 nie było żadnej szkoły. Po rozbiorach Polski w zaborze rosyjskim. W końcu XIX wieku, wraz z przeprowadzeniem przez Podbrodzie Kolei Warszawsko-Petersburskiej, znacznie wzrosła liczba mieszkańców (około 312 domostw). Większość ludzi było niepiśmiennych, zamożniejsi wyjeżdżali uczyć się do Kiemieliszek.
W 1905 we wsi Bajorele obok Podbrodzia (dzisiaj to część miasta) założono trzyletnią szkołę początkową. Uczniowie 1, 2 i 3 klasy uczyli się w jednym pokoju. Nauczanie odbywało się w języku rosyjskim, z wyjątkiem lekcji języka polskiego. W czasie I wojny światowej wprowadzono lekcje języka niemieckiego.
W 1919 przejazdem do rodzinnego dworku w Zułowie na stacji kolejowej w Podbrodziu zatrzymał się Józef Piłsudski. Podbrodzianie zwrócili się wówczas do niego z prośbą o nadanie Podbrodziu statusu miasta. W drodze wyjątku status ten został przyznany.
12 lipca 1920 r. miała miejsce zwycięska bitwa wojsk polskich z wojskami sowieckimi.
W okresie II RP Podbrodzie było siedzibą wiejskiej gminy Podbrodzie.

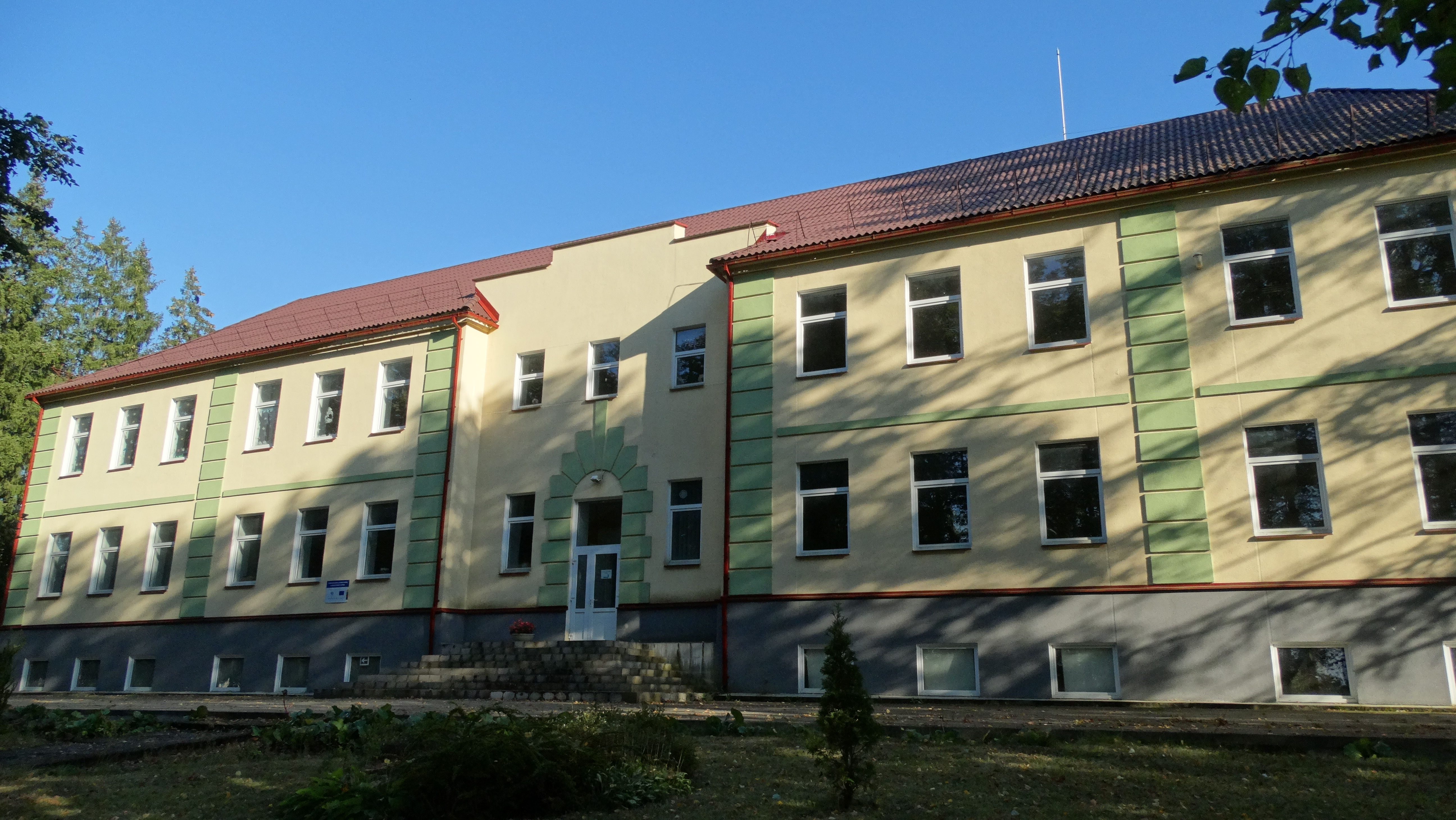
Gmach dawnej Szkoły im. Józefa Piłsudskiego

W 1928 rozpoczęto budowę szkoły, środki pochodziły z Fundacji J. Piłsudskiego. Prace trwały trzy lata. Po zbudowaniu szkoły nadano jej imię Marszałka Józefa Piłsudskiego. Prezesem Komitetu Wykonawczego Budowy Szkoły im. Marszałka Józefa Piłsudskiego w Podbrodziu był mjr Franciszek Karassek. Była to szkoła siedmioletnia. Uczono w niej religii, języka polskiego, historii, geografii, przyrody, arytmetyki z geometrią, rysunków, śpiewu. Kierownikiem szkoły był Antoni Duchnowicz.
W 1931 w 394 domach zamieszkiwał 3569 osób.
Kiedy tę część Wileńszczyny przyłączono do Litwy, w Podbrodziu nauczyciele Polacy zostali wymienieni na Litwinów. Większość uczniów opuściła szkołę, ze względu na nieznajomość języka litewskiego.
Podczas okupacji hitlerowskiej, 1 września 1941 roku Niemcy utworzyli getto dla żydowskich mieszkańców. Przebywało w nim około 1500 osób. 25 września 1941 roku Niemcy zlikwidowali getto, a Żydów wywieziono do obozu na poligonie obok Nowych Święcian. 27 września 1941 zostali zamordowani.
Po II wojnie światowej i utracie miasta przez Polskę, do 1 listopada 1946 z rejonu podbrodzkiego w obecne granice Polski wysiedlono 5,5 tys. Polaków, natomiast ok. 10,4 tys. wciąż pozostawało w rejonie.

## Garnizon Wojska Polskiego
W latach 1922 – 1924 w Podbrodziu stacjonowało dowództwo 4 pułku Ułanów Zaniemeńskich wraz z 1 szwadronem. W latach 1927–1935 stacjonował tu 23 pułk Ułanów Grodzieńskich (część szwadronów stacjonowała w Nowych Święcianach, Berezweczu i Białym Dworze – do roku 1931). W latach 1935 – 1939 w Podbrodziu stacjonował 3 dywizjon artylerii konnej, który został przeniesiony tu z Wilna.

## Demografia

### Przynależność etniczna

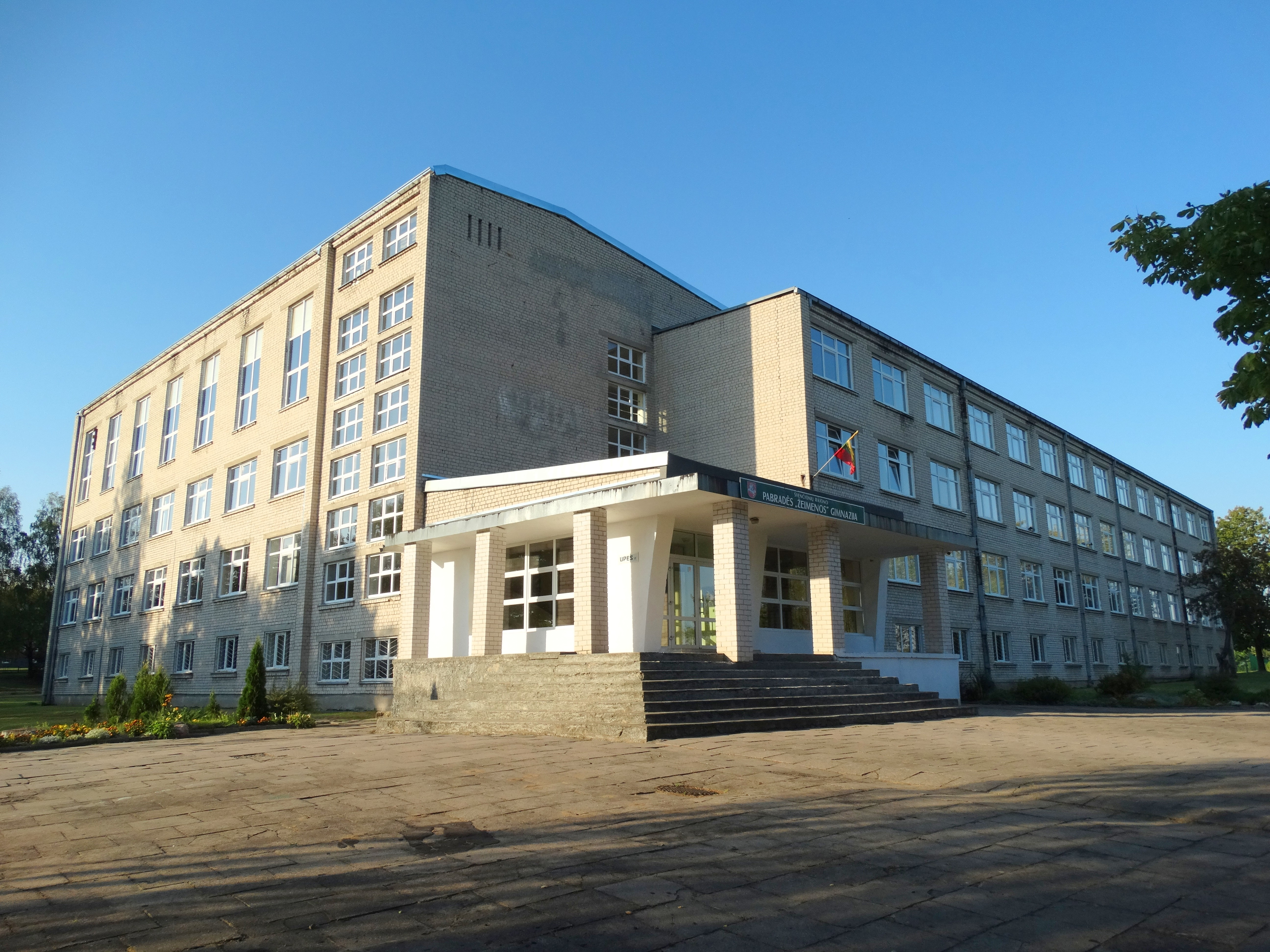
Gimnazjum Żejmiana (polska szkoła średnia)

2011 r., 5944 mieszkańców
- Polacy – 44,73% (2681);
- Litwini – 26,81% (1607);
- Rosjanie – 18,45% (1106);
- Białorusini – 5,27% (316);
- Ukraińcy – 1,17% (70);
- inni – 3,57% (214).

2001 r., 6525 mieszkańców
- Polacy – 46,5% (3034);
- Litwini – 24,14% (1575);
- Rosjanie – 16,98% (1108);
- Białorusini – 4,81% (314);
- Ukraińcy – 1,44% (94);
- inni – 6,13% (400).

## Architektura
Architektura zabytkowa:
- Dworzec kolejowy, wzniesiony w latach międzywojennych
- Zabytkowa cerkiew św. Sergiusza z 1910 r., w latach 1916-2007 kościół garnizonowy św. Józafata (Najświętszego Serca Jezusowego), obecnie parafialna świątynia prawosławna
- Gmach dawnej szkoły im. Józefa Piłsudskiego z czasów II RP, później dom dziecka
- Drewniany dom letniskowy z pocz. XX w.
- Inne drewniane domy

Architektura powojenna i najnowsza:
- Kościół NMP Królowej Rodzin z 2007[8]

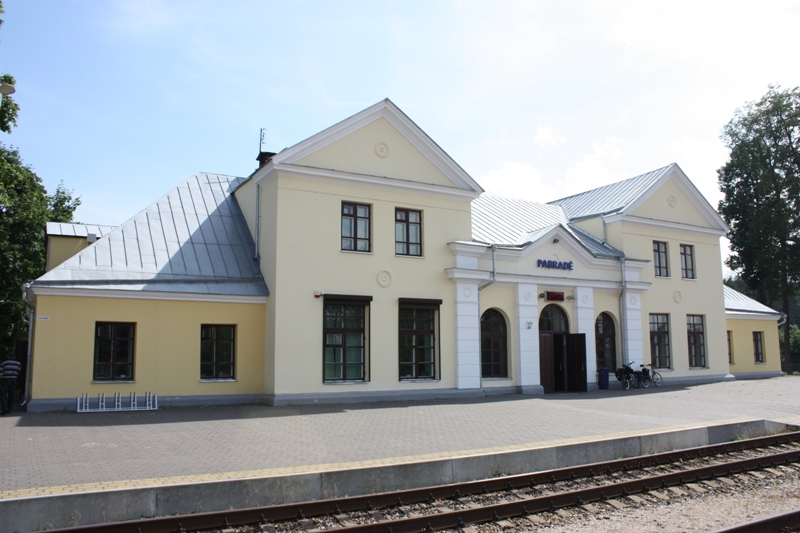
Dworzec kolejowy
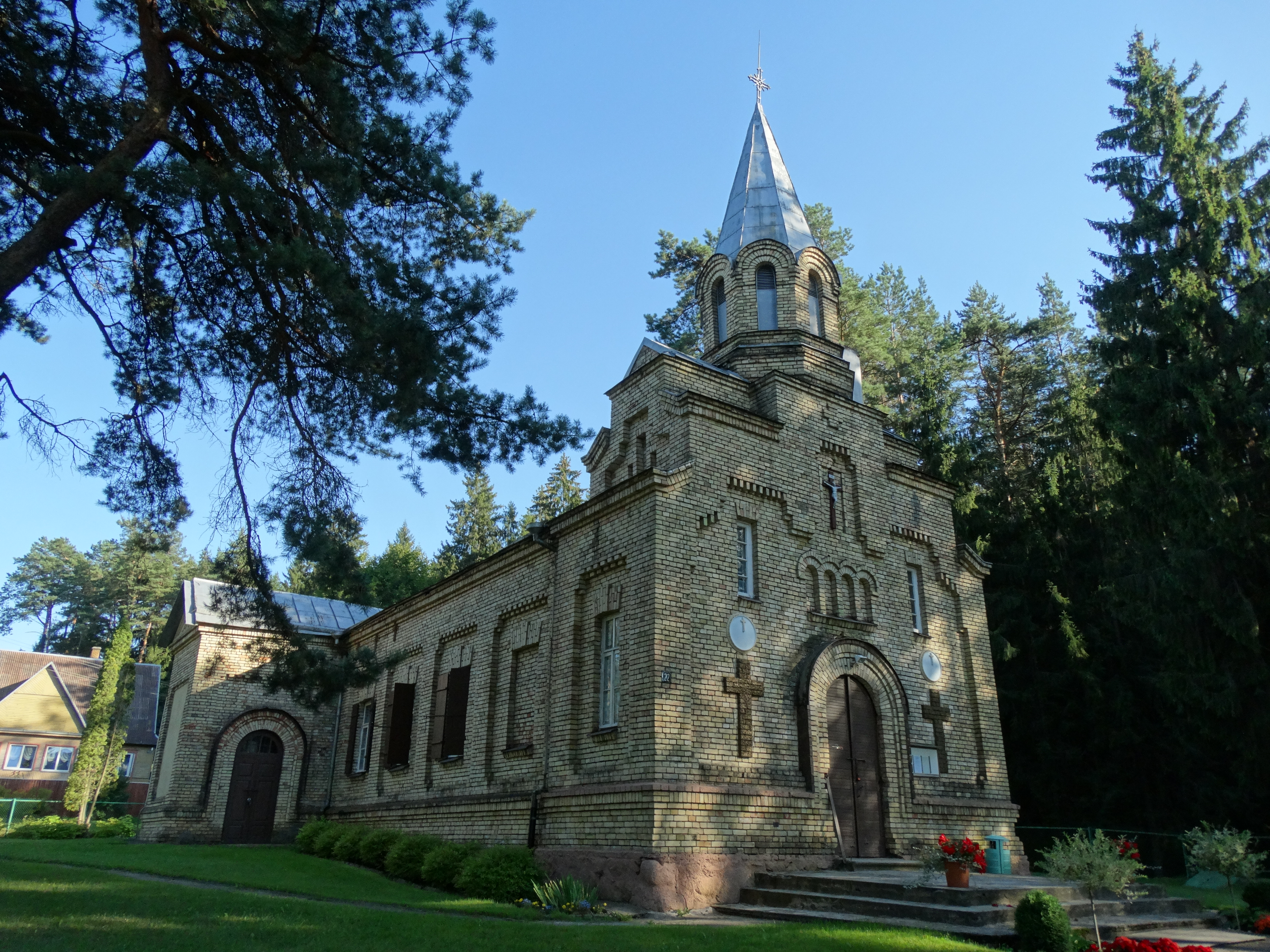
Dawny polski kościół garnizonowy św. Józafata (ob. cerkiew św. Sergiusza z Radoneża)
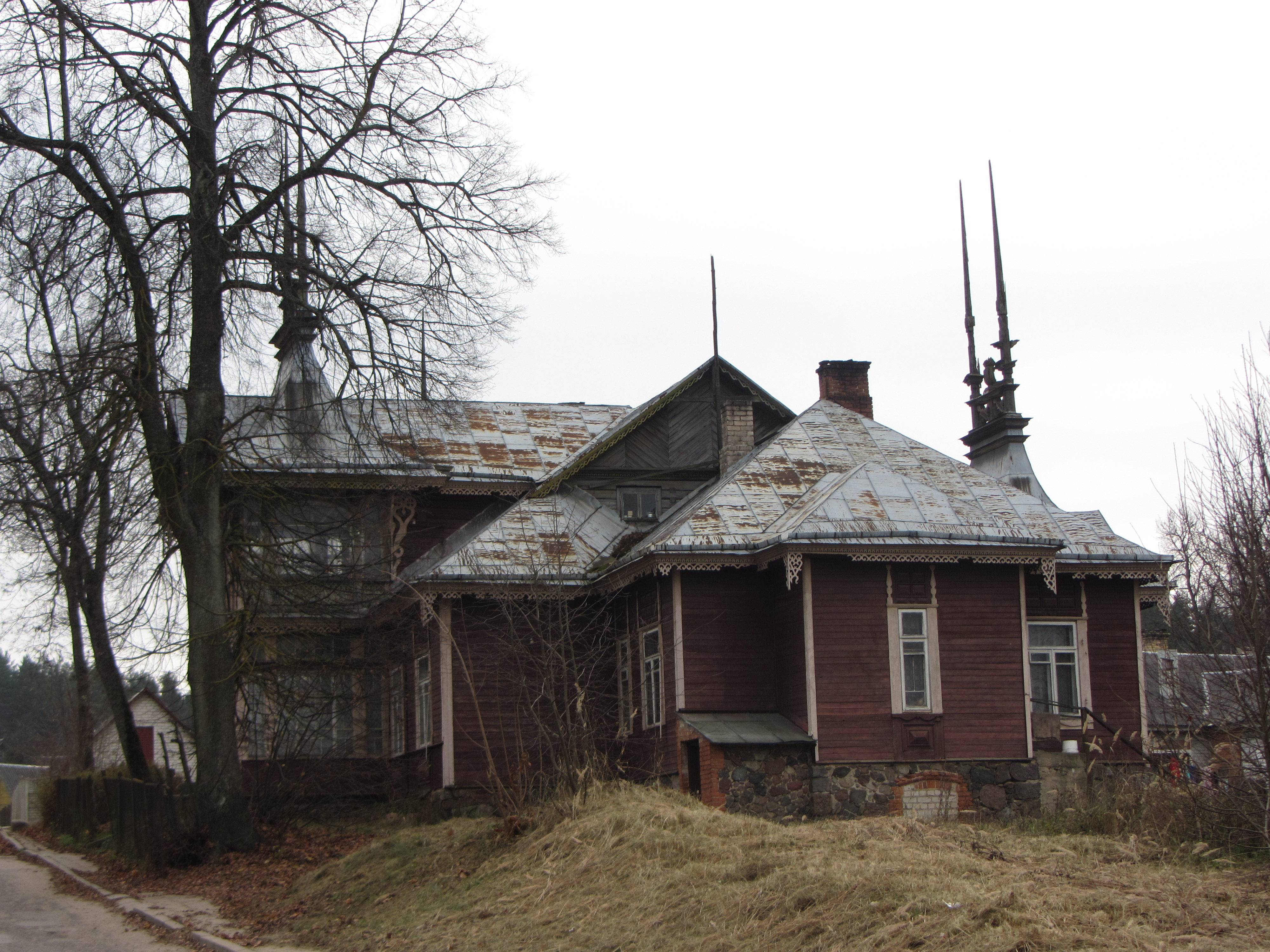
Drewniany dom letniskowy
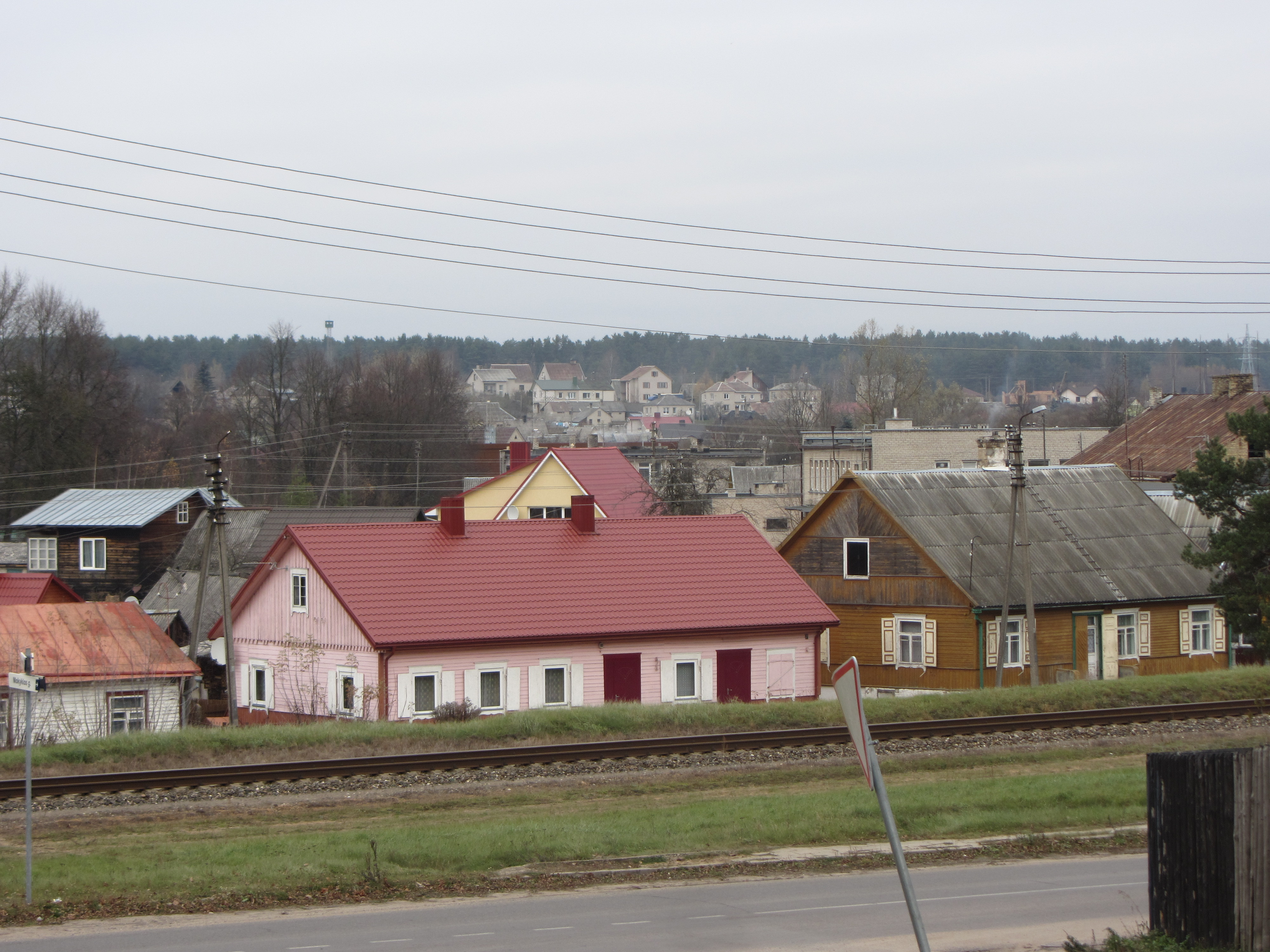
Drewniane domy przy ul. Mickiewicza
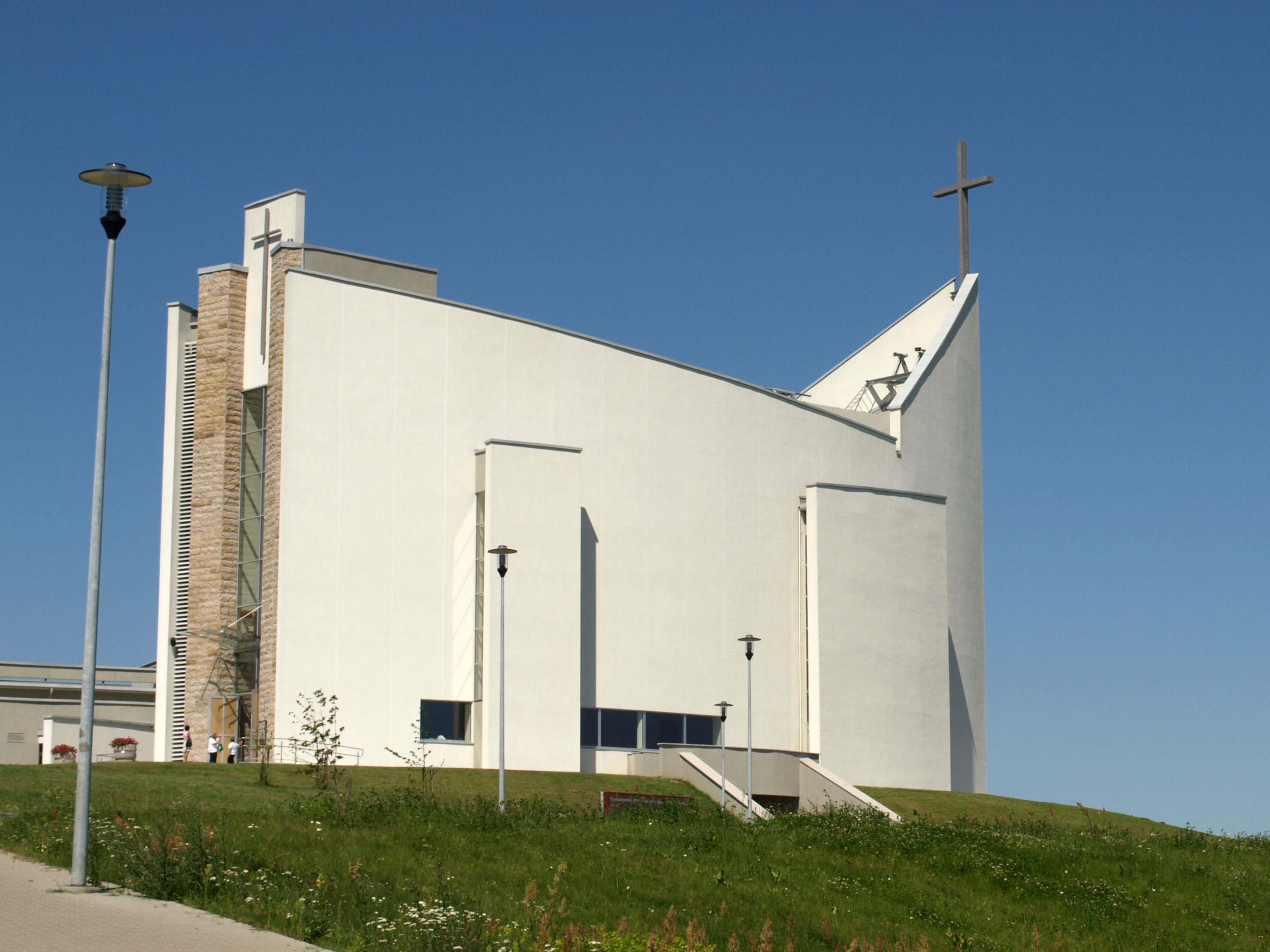
Kościół NMP Królowej Rodzin
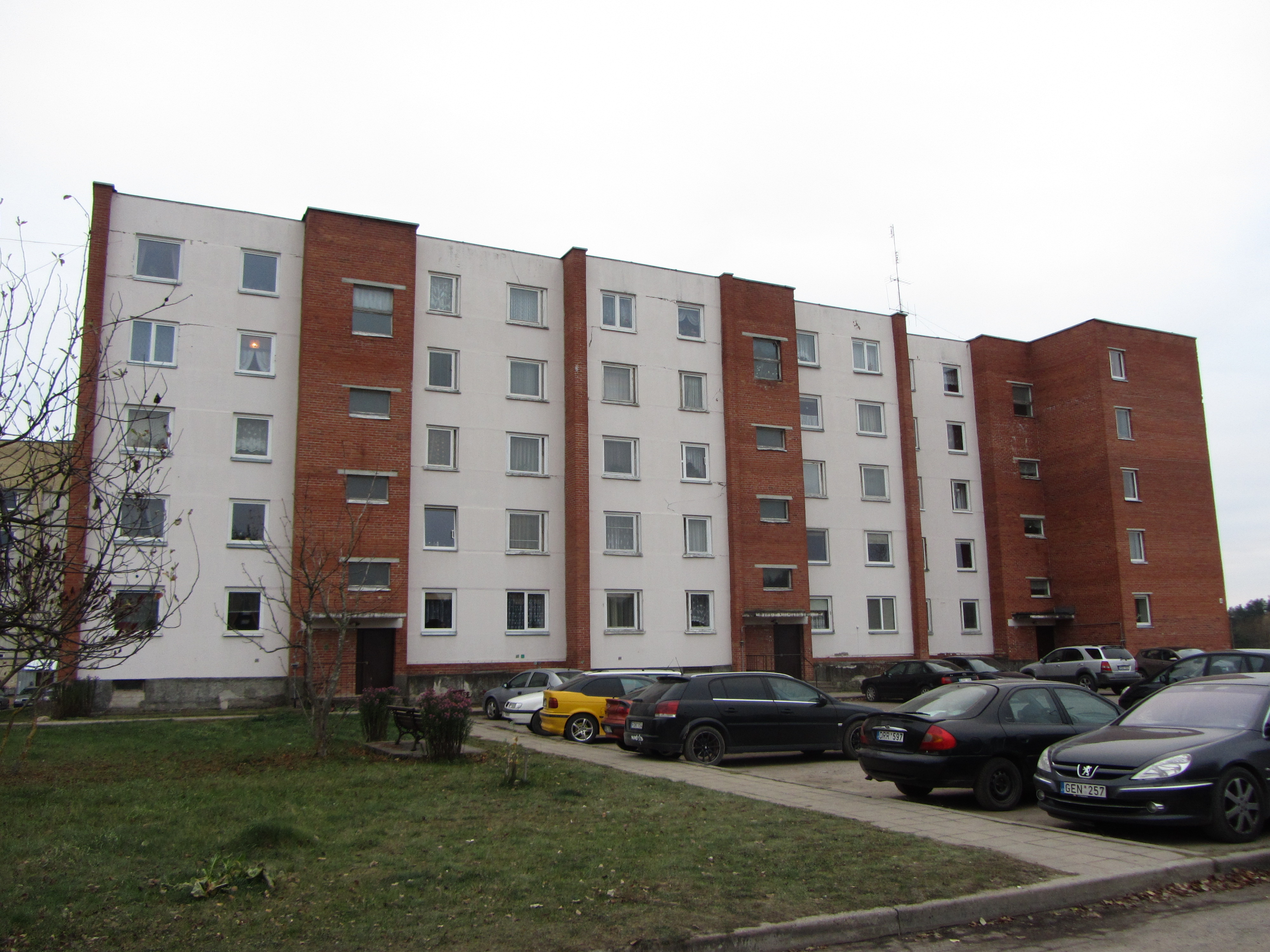
Blok mieszkalny